# 奥伯兰纳城堡
奥伯兰纳城堡（Burg Oberranna）是奥地利的一座山顶城堡（Höhenburg），位于瓦豪和Waldviertel两地区边界，属于下奥地利州克雷姆斯乡村县米尔多夫市镇的奥伯兰纳地籍区。

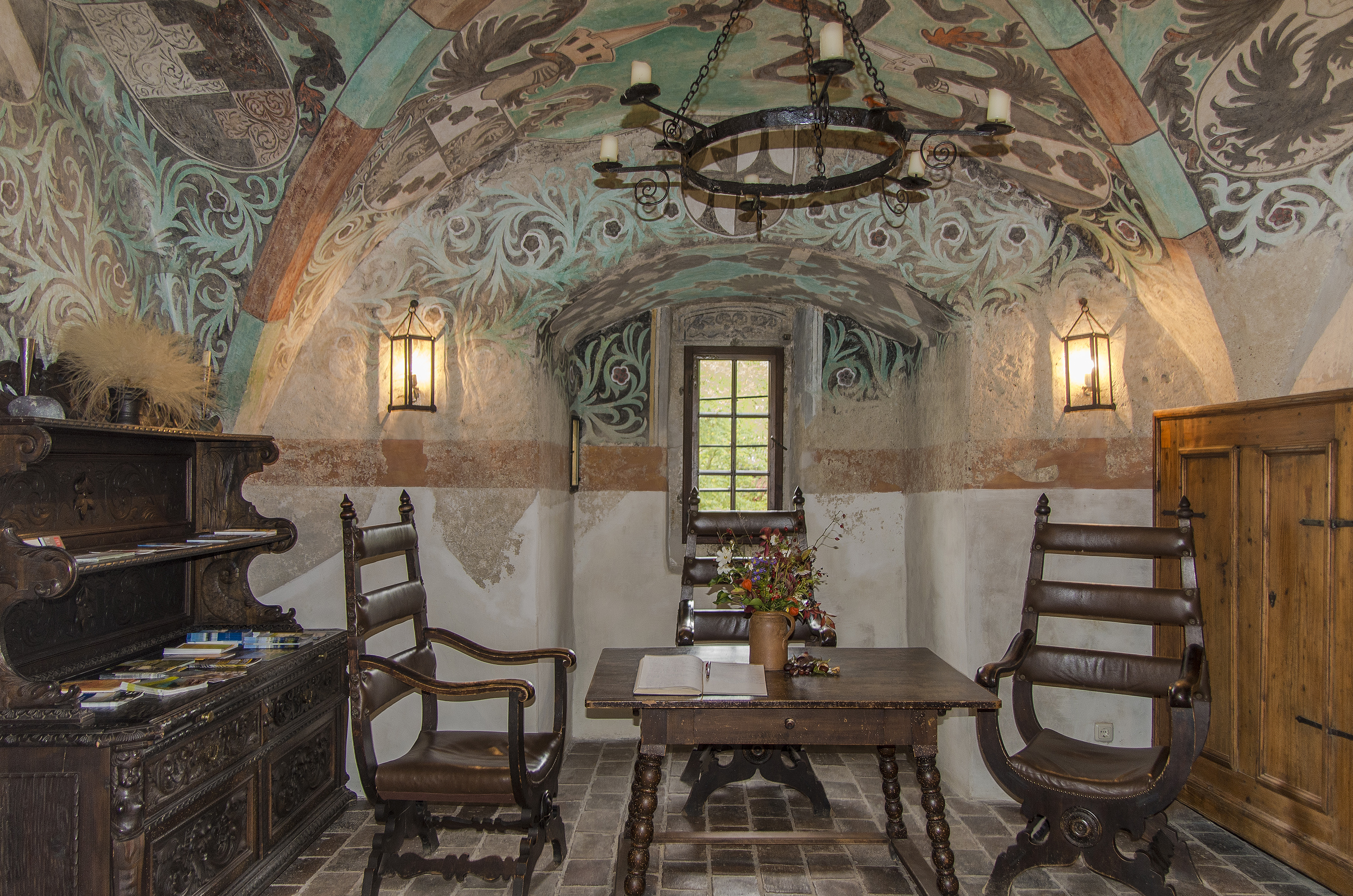
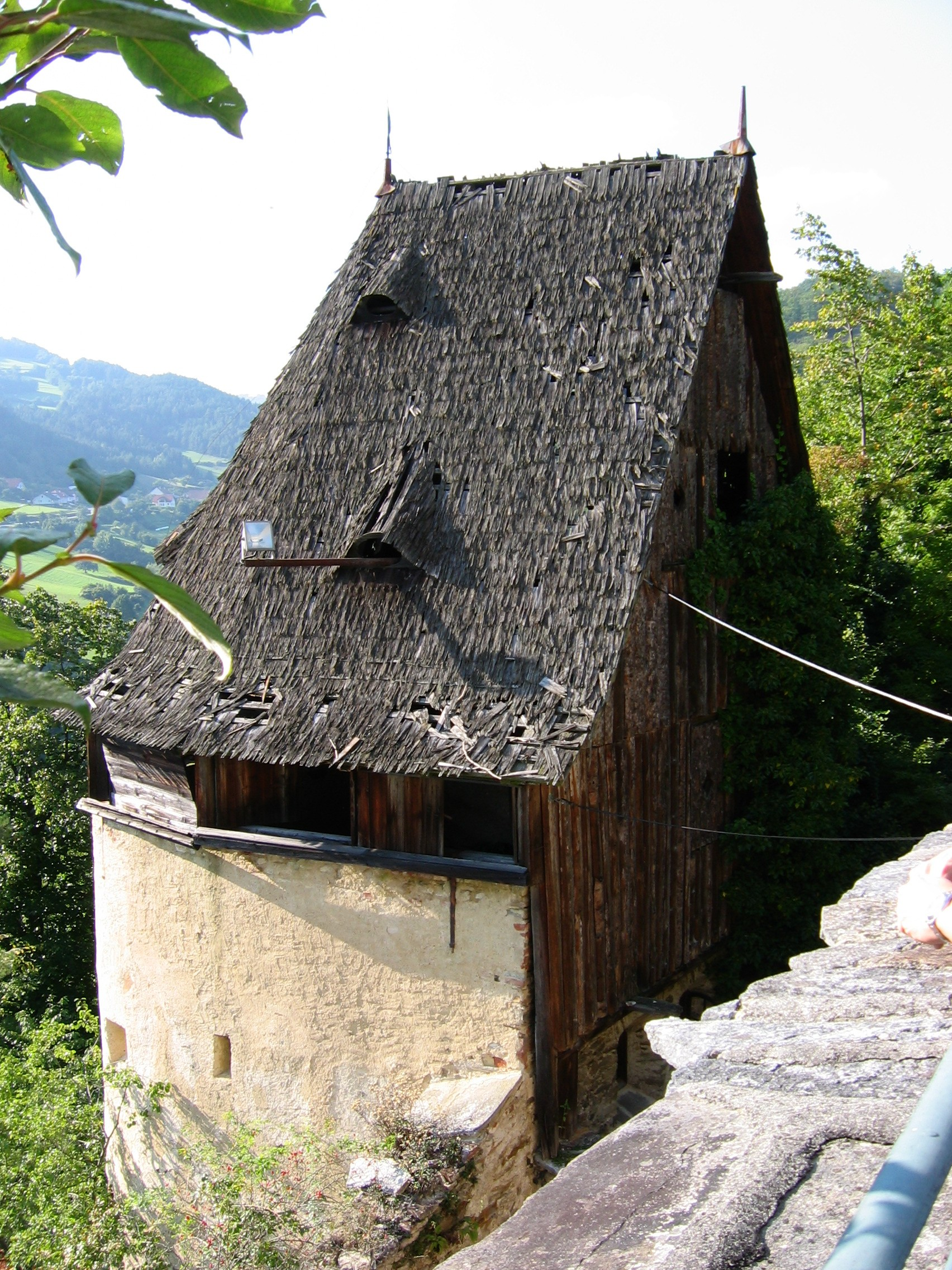
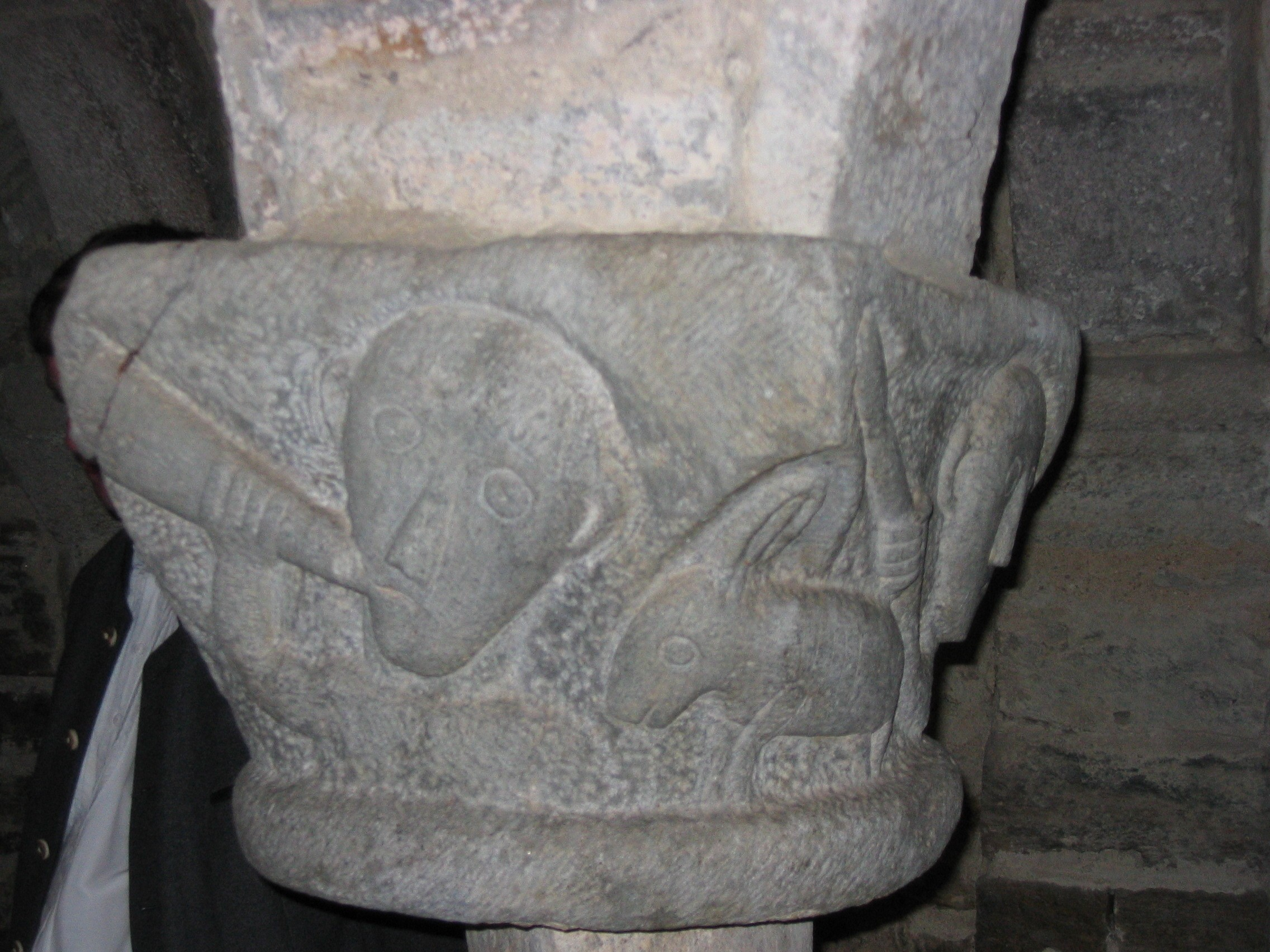